# Вирт, Герман
Герман Вирт (нем. Herman Wirth, также известен как Герман Вирт Ропер Бош нем. Herman Wirth Roeper Bosch и Герман Феликс Вирт нем. Herman Felix Wirth) (6 мая 1885, Утрехт — 16 февраля 1981, Кузель) — голландско-немецкий этнолог и мистик, автор псевдонаучной теории о происхождении нордической расы от высокоразвитой арктической («гиперборейской») «арийской» цивилизации, теоретик и идеолог национал-социализма. Первый руководитель Аненербе.

## Биография

### Ранние годы
Родился в Нидерландах. Сын приват-доцента, доктора теологии, по совместительству — гимназического преподавателя, происходившего из Пфальца. Отец, Людвиг Вирт — немец, мать, Софья Хюйсберта Бош — фризка. В 1904—1910 годах изучал нидерландскую филологию, германистику, историю и музыку. В 1910 году защитил кандидатскую диссертацию на тему «Упадок нидерландской народной песни». В 1910—1914 годах преподавал нидерландскую филологию в Бернском университете.
В 1914 году после оккупации Германией Бельгии в ходе Первой мировой войны поддержал фламандских сепаратистов и с конца 1914 года работал в германской оккупационной администрации. Издавал газету «De Vlaamsche Post». В 1916 году получил от Вильгельма II звание титулярного профессора. В том же году женился на Маргарет Шмитт. В 1919 году был одним из организаторов фёлькиш-движения «Landbond der Dietsche Trekvogels», радикального националистического движения немецкой молодежи. Вирт был протеже немецкого кофейного фабриканта Людвига Розелиуса и находился под большим его влиянием. В 1923 году переехал в Марбург.

### Деятельность в нацистской Германии
В 1920-е годах Вирт тесно общался с представителями пронацистских кругов немецкой Веймарской республики. В 1925 году вступил в НСДАП (партийный билет № 20.151), однако уже в следующем году вышел из неё, несколько позднее присоединился к марксистским партийным обществам, однако потом, в 1926 году (по другим данным, в 1934 году), возвращается в ряды национал-социалистов.
В эти годы Вирт издал несколько работ, в которых развивал «арийские» идеи.
Работы Вирта получили положительный отклик в фёлькиш-кругах, и в 1932 году правительство Мекленбурга организовало для Вирта «Исследовательский институт по праистории духа» (Forschungsinstitut für Geistesurgeschichte) в Бад-Доберане. В 1934 году Вирт восстанавливается в НСДАП и вступает в СС (членский номер 258.776).

#### Период «Аненербе»
Вирт достиг вершины своей карьеры в 1935 году, когда он получил поддержку руководителя СС Генриха Гиммлера и стал одним из основателей и первым директором общества Аненербе («Наследие предков»), псевдонаучной организации, занимавшейся поиском древнейшей «арийской» цивилизации в русле эзотерических представлений. В 1938 году по идеологическим разногласиям с Гиммлером, который, в частности, не разделял теорий Вирта относительно матриархата в древнем «арийском» обществе, был уволен из Аненербе. Некоторую роль сыграли и его вольное обращение с финансовыми средствами. Вирт едва не попал в концентрационный лагерь. При этом он оставался добровольным помощником общества вплоть до 1945 года. После Вирта Аненербе возглавил Вальтер Вюст (нем. Walter Wüst).

### После войны
В 1945—1947 годах был интернирован американскими войсками, после чего уехал в Швецию, но в 1954 году вернулся в Марбург, где вёл приватную жизнь учёного. Идеи Вирта относительно происхождения автохтонного населения Америки в 1970-е годы приобрели резонанс у североамериканских индейцев. В 1979 году Вирта посетил Вилли Брандт, а правительство земли Рейнланд-Пфальц предложило учёному создать музей для его этнографической коллекции.

## Идеи
В своих построениях Вирт  основывался как на сведенниях, почерпнутых им из философии, археологии, этнологии, филологии, так и на псевдонаучных учениях, включая атлантологию и др.
Вирт осуществлял глобальное сравнение доисторических рисунков и орнаментов. Он интерпретировал их, утверждая, что они являются следами первобытной письменности. Пользуясь этим методом, он заявил, что обнаружил древнейшую «атланто-нордическую культуру», созданную «атланто-нордической расой», которая волнами распространялась из Арктики. Эти идеи изложены в книге «Заря человечества» (Der Aufgang der Menschheit, 1928). Согласно этому сочинению, Атлантида существовала в Арктике, заселённой уже несколько миллионов лет назад, а её исчезновение было следствием перемены местоположения полюсов Земли и необратимых климатических изменений. Вирт считал, что Атлантида и Туле являются названиями одного и того же материка или архипелага. Атлантиду населяли белые нордические «арийцы», в силу принадлежности к «высшей расе» обладавшие высокой культурой. После разрушения Атлантиды они переселились на юг, а их культура стала более низкой в результате их смешения с аборигенами. В период работы Вирта археологи на Американском Севере нашли древнеэскимосскую «культуру Туле» 1-го — первой половины 2-го тысячелетия н. э. Вирт произвольно датировал её эпохой позднего палеолита и относил её носителей к «нордической расе». На основе этого Розелиус заявлял: «Мы — древнейший народ на Земле».
Вирт («Хроника Ура-Линда», Die Ura-Linda-Chronik, 1933) стремился обосновать подлинность фальсификации XIX века, так называемой «Ура-Линда», выдаваемой за фризскую хронику, в которой говорилось о гибели Атлантиды в 2193 году до н. э. Ссылаясь на «Ура Линда» и сравнивая индоевропейскую символику, Вирт пришёл к выводу, что для нордических народов характерным является спирально-циклическое представление о времени. Символ, реликт времени и божества он считал шестилучевое колесо и его всевозможные вариации. Среди прочего, одна из разновидностей нордической эмблемы бесконечного вращения, по мнению Вирта, это восьмилучевой улеборден: «Шестилучевое колесо является нордической идеограммой Года, идеограммой Бога, означающей то же самое, что и восьмилучевое колесо, в котором добавлена несущественная для Севера линия „среднего времени“, соответствующая Востоку-Западу (Весне и Осени)». Символ нордической традиции и возрождающегося мира, по Вирту, является «крест поворота или гамматический крест (свастика), который происходит из древнейшего священного символа года и бега времени». Временем появления (обновления) священного колеса — свастики он считал конец 2-го тысячелетия н. э.
Мифический золотой век Вирта связывал с эпохой матриархата. В комментариях к тексту «Хроники Ура Линда», он писал об управлении, сосредоточенном в руках «почётной матушки» и «дев-градоправительниц», приписывая им сакрально-культовые функции. «Культ являлся… делом общественным, государственным и государственно-упорядоченным: он находится в руках женщин. А та из этих женщин, которая призывает возглавлять и сохранять культовый порядок, оберегать народную традицию и т. д., несет на себе тем самым высочайшую ответственность за управление государством». Переход власти от женщин к мужчинам и эпоха патриархата Вирт считал регрессом. Писал о «полярном, солнечном монетеизме».
Был сторонником идеи первобытного коллективизма. Он считал, что «нордической расе» нужно искать спасение в возвращении к порядкам древнего материнского права (Das Mutterrecht). Первобытную «нордическую культуру» Вирт провозгласил идейным основанием для национал-социализма. Построения Вирта включали также идеи прамонотеизма и первобытных «арийских» истоков христианства. Вирт обличал буржуазный образ жизни и присущие ему пороки и призывал вернуться к «научно установленным» ценностям исконной «арийской» культуры.

## Оценки
Вирт получил большое число критических рецензий и откликов специалистов, которые считали его шарлатаном. В 1934 году резкой критике со стороны профессиональных учёных подверглась его вторая книга, посвященная «первописьменности», якобы возникшей в первобытном обществе. Однако всё это не повлияло на популярность его идей у немецкой публики. Большую роль в этом сыграла его рядом националистически настроенных учёных. При этом они делали акцент не столько на научной методологии, сколько на идеологической роли его «теории». Вирта поддерживал ряд немецких журналов («Солнце», «Северный мир», «Северные голоса», «Германия»), которые считали его «нордические» идеи полезными для развития немецкого этнорелигиозного движения.
Адольф Гитлер одобрительно отзывался о ряде работ Вирта, в частности «Признаки и душа свастики» (1933), однако также заявлял: «Эти профессора и мракобесы, которые создают собственную нордическую религию, портят мне абсолютно все. Почему я допускаю это? Они вносят сумятицу. А всякая сумятица плодотворна».
Философ Валерий Дёмин, развивавший псевдонаучную теорию о Гиперборее, связывал «торжество» «гиперборейской идеи» с работами Вирта.
Историк А. В. Васильченко отмечает, что, «в отличие от многих публицистов того времени, находившихся в лагере фёлькиш, Вирт старался, чтобы его теории имели достаточное научное обоснование. Впрочем, сейчас его система доказательств может показаться более чем сомнительной».
Построения Германа Вирта ввиду своей произвольности, отсутствия какого-либо метода и противоречия всей совокупности научных знаний отрицаются как наукой его времени, так и современной, и рассматриваются как псевдонаучные и направленные на создание видимости научной опоры идеологии национал-социализма.

## Влияние
Идеи Вирта о происхождении «арийской (белой) расы» из Арктики заимствовал итальянский эзотерик и идеолог неофашизма Юлиус Эвола.
Историк и религиовед Р. В. Шиженский выявил общие, а местами и полностью идентичные места в концепциях Вирта и Алексея Добровольского (Доброслава), одного из основателей русского неоязычества, работу которого «Хроника Ура-Линда» (Die Ura-Linda-Chronik, 1933) Добровольский, предположительно, использовал в качестве источника. По мнению Шиженского, Добровольский воспринял из работы Вирта значение свастики. Основной символ язычества, утверждённый Добровольским, восьмилучевой гаммадион (свастика) в круге, первоначально был предложен и, предположительно, создан Виртом, которым он трактовался в качестве древнейшего. Этот восьмилучевой «коловрат», якобы языческий знак Солнца, Добровольский (1996) объявил символом бескомпромиссной «национально-освободительной борьбы» против «жидовского ига». Эта свастика стала основным символом славянского неоязычества.
Философ Валерий Дёмин, вслед за Виртом и близкими к нему авторами пользовался эзотерическими идеями и изображал эпоху палеолита Золотым веком, в который уходят корни Примордиальной традиции.
Идеи Вирта оказали существенное влияние на лидера Международного Евразийского движения и сторонника «арийской» идеи Александра Дугина.

## Сочинения
- Der Untergang des niederländischen Volksliedes. 1911.
- Niederländisch-Deutsch. Berlin, [1913].
- Ein Hähnlein wolln’n wir rupfen, Jena, 1914.
- Das alte Flandern. Leipzig, [1916].
- Vlämisch. Berlin, [1916].
- Der Aufgang der Menschheit: Untersuchungen zur Geschichte der Religion, Symbolik und Schrift der atlantisch-nordischen Rasse, Jena, 1928.
- Was heißt deutsch? Ein Urgeistesgeschichtlicher Rückblick zur Selbstbesinnung und Selbstbestimmung, Jena, 1931.
- Vom Ursprung und Sinn des Hakenkreuzes. Leipzig, 1933.
- Die Ura-Linda-Chronik, Leipzig, 1933.
- Führer durch die erste urreligionsgeschichtliche Ausstellung «Der Heilbringer», Berlin, 1933.
- Heilige Wende, Leipzig, 1933.
- Die heilige Urschrift der Menschheit: symbolgeschichtliche Untersuchungen diesseits und jenseits des Nordatlantik, Leipzig, 1936 (twee delen).
- Urmonotheismus, 1955.
- Die symbolhistorische Methode, 1955.
- Eurasische Prolegomena, 1955.
- Um den Ursinn des Menschseins: die Werdung einer neuen Geisteswissenschaft, Wien, 1960.
- Der neue Externsteine-Führer, Marburg/L., 1969.
- Die Frage der Frauenberge — eine europäische Gegenwartsfrage, Marburg/L., [1972].
- Allmutter, Marburg/L., 1974.
- Führer durch das Ur-Europa-Museum, Marburg/L., 1975.
- Europäische Urreligion und die Externsteine, Wien, 1980.